# Gabriel de Melitene
Gabriel de Melitene (fallecido en 1102 o 1103) fue el gobernante de Melitene (actual Malatya).

## Biografía
Junto con Teodoro de Edesa, Gabriel era un antiguo lugarteniente de Filareto Brajamio. Filareto había nombrado a Gabriel como gobernador de Melitene. Después de la muerte de Filareto en 1086 Melitene se volvió independiente del control bizantino con el apoyo de los danisméndidas. Eventualmente estos empezaron a amenazar el territorio de Gabriel. Gabriel apeló a Bohemundo de Tarento por ayuda.
En 1100, Bohemundo acudió en ayuda de Gabriel junto con su primo Ricardo de Salerno y los obispos armenios de Marash y Antioquía, pero ambos fueron capturados y los obispos asesinados por Ghazi ibn Danishmend, emir de Sebaste, en la batalla de Melitene. Ghazi ahora estaba constantemente asaltando los territorios de Gabriel. Temiendo un ataque inminente a la ciudad misma, Gabriel pidió ayuda a Balduino de Boulogne, quien recientemente se había convertido en rey de Jerusalén, a pesar de las preocupaciones de que Balduino pudiera hacerse cargo de Melitene, como lo hizo con Edesa. Balduino levantó el sitio de Melitene y rescató a Bohemundo, después de lo cual Gabriel lo reconoció como señor supremo de la ciudad. 
Algunas fuentes afirman que la esposa de Gabriel era hija de Constantino I, príncipe de Armenia; sin embargo, las fechas simplemente no lo permiten. La confusión parece provenir de la identificación de Teodoro I, hijo de Constantino, con Teodoro de Edesa, de quien se atestigua que Gabriel era suegro. Gabriel debe haber tenido alguna conexión con la cultura griega, ya sea a través de su madre o esposa y, si esa conexión era con la familia de Constantino I, lo más probable es que fuera más anterior. Su esposa pudo haber sido hija del padre de Constantino, Rubén, por ejemplo; o pudo haber sido hija de Filareto, el general bajo el cual sirvió Gabriel, pero esto es solo una especulación. En cualquier caso, presumiblemente sus contemporáneos y súbditos sabían que descendía de una familia prominente que era aceptable tanto por griegos como por armenios, lo que podría sugerir una herencia mixta.
En 1101 Balduino de Bourcq se casó con la hija de Gabriel, Morfia de Melitene, quien más tarde se convirtió en reina de Jerusalén. Gabriel, que supuestamente era muy rico, dio 50000 besantes de oro como dote. Guillermo de Tiro describió a Gabriel como griego por religión, armenio por raza, idioma y costumbre. Los sellos bizantinos que llevan su nombre lo atestiguan como Gabriel, protonobelissimos y dux de Melitene.
A partir de 1103, los danisméndidas atacaron nuevamente a Melitene. Gabriel pidió apoyo a los cruzados, pero no enviaron ayuda porque estaban negociando con el emir danisméndida en ese momento sobre la liberación de Bohemundo. Melitene fue conquistada y Gabriel fue capturado. Uno de los castillos de Gabriel resistió a los turcos. Gabriel se vio obligado a dar la orden de rendirse a la guarnición del castillo. Sin embargo, la guarnición desobedeció sus órdenes y fue ejecutado por soldados del emir bajo los muros del castillo.